# Prix Baobab
Pour les articles homonymes, voir Baobab (homonymie).
Le Salon du livre et de la presse jeunesse de Montreuil attribue un prix à l'album jeunesse francophone le plus innovant paru dans les douze mois précédant la manifestation, en partenariat avec le journal Le Monde et le Syndicat de la librairie française.
Jusqu'en 2010, le prix s'appelait prix Baobab.
En 2011, sont créées les Pépites du Salon, dans 8 catégories ; le prix Baobab devient la « Pépite du Salon, dans la catégorie Album ».
En 2017 et 2018, trois Pépites sont décernées (Album, Roman, BD), et une quatrième, la Pépite d'Or, qui récompense un ouvrage dans l'un des trois domaines. Depuis 2019, il existe quatre pépites : Album ou livre illustré (anciennement Prix Baobab) ; Fiction Junior ; Fiction Ado ; BD ; et la Pépite d'or qui « vient sacrer le meilleur titre de l’année ».

## Pépite du Salon, catégorie Album
- 2023[4] : Des papillons dans la nuit, d'Olivier Ka et Christophe Alline (Les Grandes Personnes)
  - Pépite d'Or : Nous traverserons des orages, d'Anne-Laure Bondoux (Gallimard Jeunesse)
- 2022[5] : Règlobus, de Pierre Alexis (La Partie) 
  - Pépite d'Or : Hekla et Laki, de Marine Schneider (Albin Michel Jeunesse)
- 2021[3] : Esprit, es-tu là ?, de Dominique Ehrhard et Anne-Florence Lemasson (Les Grandes Personnes)
  - Pépite d'Or : Queen Kong, de Hélène Vignal (Éditions Thierry Magnier)
- 2020[6] : Le Caramel du Jurassique, de Roxane Lumeret (Albin Michel Jeunesse)
  - Pépite d'Or : ABC de la nature, de Bernadette Gervais (Éditions des Grandes personnes)
- 2019[7] : Midi pile, de Rébecca Dautremer (Sarbacane)
  - Pépite d'Or : Sans foi ni loi, de Marion Brunet (PKJ)
- 2018[8] : Duel au soleil de Manuel Marsol (L'Agrume)
  - Pépite d'Or : Le Tracas de Blaise de Raphaële Frier et Julien Martinière (L'Atelier du poisson soluble)
- 2017[2] : Colorama : imagier des nuances de couleurs de Cruschiform
  - Pépite d'Or : Nos vacances de Blexbolex (Albin Michel Jeunesse)
- 2016 : Björn, six histoires d’ours de Delphine Perret (Les fourmis rouges)
  - Pépite d'Or : Dans la forêt sombre et mystérieuse de Winshluss (Gallimard BD)
- 2015 :  Paloma et le vaste monde de Véronique Ovaldé, illustré par Jeanne Detallante (Actes Sud Junior)
- 2014 : La Vie rêvée de Michel Galvin (Le Rouergue)
- 2013 : L’Odyssée d’Outis, Jean Lecointre, (éditions Thierry Magnier)
- 2012 : Madame Le Lapin Blanc de Gilles Bachelet (Seuil jeunesse)
- 2011 : Le roi des oiseaux de Gwendal Le Bec (Albin Michel jeunesse)
  - Pépite du Premier Album : Mäko de Julien Béziat (Pastel)

## Prix Baobab (jusqu'en 2010 )
- 2010 : La règle d'or du cache-cache de Christophe Honoré (texte) et Gwen Le Gac (ill.) (Actes Sud Junior)
- 2009 : Annie du lac de Kitty Crowther (coll. Pastel, L'École des loisirs)
- 2008 : La nuit du visiteur de Benoît Jacques (Benoît Jacques Books)
- 2007 : La fille des batailles de François Place (Casterman)
- 2006 : Le nez de Olivier Douzou (éditions MeMo)
- 2005 : Moi j’attends de Davide Cali et Serge Bloch (éditions Sarbacane)
- 2004 : Mon chat le plus bête du monde de Gilles Bachelet (éditions du Seuil)
- 2003 : Et trois corneilles d'Anne Herbauts (Casterman)
- 2002 : Au bout du compte de Régis Lejonc et Martin Jarrie (éditions du Rouergue)
- 2001 : Jésus Betz  de Frédéric Bernard et François Roca (éditions du Seuil)
- 2000 : Olivia de Ian Falconer (éditions du Seuil). Ce prix a été remis par le président du jury Enki Bilal.